# Конфигурационное пространство
Конфигурационное пространство (иногда также пространство конфигураций) — понятие в математической физике, вариационном исчислении и аналитической механике, абстрактное пространство, задающее конфигурацию системы — совокупность значений всех её обобщенных координат.

Например, конфигурационным пространством материальной точки в трёхмерном евклидовом пространстве является пространство {\displaystyle \mathbb {R} ^{3}}. Для системы из {\displaystyle N} материальных точек конфигурационным пространством будет {\displaystyle \mathbb {R} ^{3N}}. Конфигурационное пространство системы {\displaystyle N} материальных точек, движущихся на многообразии {\displaystyle M}, есть {\displaystyle M^{N}}. При наличии между точками жёстких связей размерность конфигурационного пространства уменьшается.
В общем случае, конфигурационное пространство системы является дифференцируемым многообразием. Размерность конфигурационного пространства равна числу степеней свободы системы. Задание точки в этом пространстве определяет положение системы в фиксированный момент времени, но для того, чтобы полностью определить состояние системы, необходимо задать также вектор обобщённых скоростей, лежащий в касательном пространстве к этому многообразию.